# Предромантизм
Предромантизм — в общепринятом в российском и советском литературоведении смысле, комплекс явлений в английской литературе второй половины XVIII века, включающий кладбищенскую поэзию, готический роман и оссианизм.

## Термин
Есть существенная разница в употреблении этого термина во Франции (где он и зародился) и в Англии. Впервые, вероятно, его применил Даниэль Морнэ в журнальной статье 1909 года, затем, в 1912, Фортунат Стровски в «Хронологии французской литературы XIX века», и в 1924 году Поль Ван Тигем в своем влиятельном труде «Предромантизм» (Le préromantisme). Французский термин означает преимущественно сентиментализм в духе Руссо, аббата Прево и Бернардена де Сен-Пьера. Именно в этом значении и во французской форме (преромантизм, Л. Галицкий) он появляется в «Литературной энциклопедии» (1935, со справедливо скептическим отношением).
Английский термин появляется в 1927 году в «Истории английской литературы» Эмиля Легуи и Луи Казамяна (книга IV называется «Период предромантизма (1770-98)»). Именно там вместе сгруппированы оссианизм и готический роман. В таком смысле (уже как «английский предромантизм») термин употребляется в статье Теодора Левита о кладбищенской поэзии в той же «Литературной энциклопедии» (1931).

## Зарождение
Фридрих Мейнеке называет три основных причины зарождения предромантических настроений:
- радость от простого общения со стариной
- осознанное культивирование духа прирожденной аристократии, питавшегося воспоминаниями о Средневековье
- интерес к ранним и средневековым временам европейских народов, в особенности северян.

### Франция
Строительство в готическом стиле продолжалось во Франции ещё в строго классицистскую эпоху Людовика XIV, и высокообразованный коллекционер аббат Мишель де Мароль смог сформировать вкус, позволявший оценивать красоту готических сооружений.
В ту же пору возник интерес к поэзии трубадуров, поддерживавшийся на всем протяжении XVIII века Жан-Батист де Ла Кюрн де Сент-Пале, собиравший поэзию трубадуров, предпринял широко задуманную акцию по спасению чести средневекового рыцарства и в ноябре 1746 года прочитал перед членами Академии надписей и литературы первый из своих пяти «Мемуаров о древнем рыцарстве».
Книга молодого женевца Малле Introduction à l’Histoire de Dannemarc (1755) открыла для новой Европы чудесный огромный мир Эдд и старонордического героизма. Книга, вышедшая в Копенгагене, не имела значения для тогдашней Франции, но тем важнее она оказалась для Англии и Германии, где пробудила «манию Севера», вошедшую в моду, и воодушевила поэтов на обращение к северным сюжетам.

### Англия

#### Переосмысление классики
Книги Томаса Блэкуэлла и Роберта Вуда о Гомере изображали его оригинальным гением, природно-грубым певцом первобытных нравов своего времени. В том же духе толковал «Песнь песней» Роберт Лоут в книге «De sacra poesi Hebraeorum». Лоут установил, что священная поэзия с её гимнами и песнопениями повсюду является началом, наглядно представив чисто человеческое и историческое содержание Библии. Две книги, имеющие важнейшее значение для западной системы образования — Библия и Гомер — обрели благодаря Блэкуэллу, Лоуту и Вуду новый яркий смысл. Спор о первенстве Гомера или Вергилия начал, символизируя ещё более масштабную баталию, оборачиваться в пользу Гомера.

#### Готикаи интерес к Средневековью
Хорас Уолпол начал с 1750 года перестраивать и достраивать в готическом вкусе свой сельский дом в Строберри Хилл около Виндзора, превращая его в странный, но живописный комплекс зданий. Этот стиль называли готикой эпохи рококо. Он воспринимался как в высшей степени эклектический и неподлинный. То же впечатление дикой эклектичности и ложной «средневековости» производил и знаменитый роман Уолпола «Замок Отранто» (1764).
Друг Томаса Грея Ричард Хёрд в своих «Письмах о рыцарстве и рыцарских романах» (важную службу ему сослужила работа Сент Пале) объявлял готические нравы и фантазии более пригодными для целей поэзии, нежели классические. Впрочем, Хёрд отмечал, что в нынешнюю эпоху разума поэту нельзя советовать работать с готическими вымыслами, так как они сохраняли силу лишь до тех пор, пока имели корни в народной вере. «Если архитектор проверяет готическое здание в соответствии с правилами греческого зодчества, то он не обнаружит в таком здании ничего, кроме бесформенности. Но у готического зодчества имеются собственные правила, в соответствии с которыми, если дойдет до такого рода проверки, его ценность проявится так же зримо, как и ценность греческого зодчества». «Письма» оказали сильное влияние на Гамана и Гердера.
Ещё до Херда в своих «Заметках о Королеве фей» выступил в защиту рыцарства Томас Уортон, который позже в своей большой работе «История английской поэзии» использовал идеи Хёрда и Малле.
В 1760—1763 годах Макферсон опубликовал сборник песен Оссиана.
Не менее значима была публикация Томасом Перси сборника баллад «Остатки древней английской поэзии». Мощное воздействие этого сборника было неожиданным и для самого составителя. В соответствии с меняющимися вкусами публика искала в старых балладах «простоту» и «чувство».

## Хронология
- 1735 — вышло «Исследование жизни и произведений Гомера» Томаса Блэкуэлла
- 1740 — Томас Грей и Хорас Уолпол путешествуют по Франции и Италии
- 1750 — Уолпол начинает перестраивать в готическом стиле Строберри-Хилл
- 1753 — вышел трактат Роберта Лоута «О священной поэзии евреев»
- 1754 — вышли «Заметки о „Королеве фей“» Томаса Уортона
- 1755 — вышло «Введение в историю Дании» Малле
- 1756 — вышел «Замок Отранто» Уолпола
- 1759 — вышли «Заметки об оригинальном творчестве» Эдварда Юнга
- 1760 — вышла 1-я часть оссианических фрагментов Джеймса Макферсона
- 1762 — вышли «Письма о рыцарстве и рыцарских романах» Ричарда Хёрда
- 1765 — вышел сборник древнеанглийских баллад, составленный Томасом Перси
- 1766 — вышел немецкий перевод книги Блэкуэлла о Гомере, сделанный Фоссом
- 1769 — вышел «Опыт о прирожденном гении и творениях Гомера» Роберта Вуда
- 1770 — Томас Перси сделал английский перевод книги Малле
- 1774 — вышел 1-й том «Истории английской поэзии» Томаса Уортона